# Кампхаузен, Адольф Герман Генрих
Адольф Герман Генрих Кампхаузен (нем. Adolf Hermann Heinrich Kamphausen; 10 сентября 1829, Золинген — 13 сентября 1909, Бонн) — немецкий протестантский теолог.

## Биография
Профессор Боннского университета; опубликовал: «Das Lied Moses» (Лпц., 1862); «Das Gebet des Herrn» (Эльберф., 1866); «Die Hagfographen des Alten Bundes übersetzt und mit erklärenden Anmerkungen versehen» (Ëпц., 1868); «Die Chronologie der hebr. Könige» (Бонн, 1883); «Das Buch Daniel und die neuere Geschichtsforschungen» (Лпц., 1893); «Die berichtigte Lutherbibel» (Берл., 1894).